# Ordrup Kirkegård
Ordrup Kirkegård er en dansk kirkegård beliggende i Ordrup nord for København. Den er anlagt i 1892. En stor del af den er anlagt af gartner G.N. Brandt, som fra 1901 til 1927 var ansat som graver ved kirkegården. Den er udvidet i 1917, således at den i dag er på 57.400 m². Kirkegårdens kapel er tegnet af Edvard Thomsen, mens relieffet over kapellets hoveddør er lavet af Einar Utzon-Frank. Kapellet anvendes ikke længere.
Den første begravelse fandt sted 22. juli 1892, og siden har kirkegården betjent befolkningen i Skovshoved, Ordrup og Charlottenlund (Ordrup og Skovshoved sogne). En del af kirkegårdens grave er registreret som bevaringsværdige, og der ligger mange skuespillere og kunstnere på Ordrup Kirkegård. Kirkegården fungerer i dag i stor udstrækning som park.

## Kendte begravet på Ordrup Kirkegård
- Harald Agersnap
- Henning Ahrensborg
- Per Barfoed
- Viggo Barfoed
- Hilmar Baunsgaard
- Karina Bell
- Karen Berg
- Elisabeth Bergstrand Poulsen
- Ingvar Blicher-Hansen
- Ester Boserup
- Mogens Boserup
- Zita Boye-Møller
- G.N. Brandt
- Viggo Brøndal
- Jens Byskov
- Erik Carlsen
- Aksel E. Christensen
- Aage Højland Christensen
- Carl Henrik Clemmensen
- S. Clod Svensson
- Uffe Ellemann-Jensen
- Ejner Federspiel
- Vilhelm H. Finsen
- Else Fischer
- Mogens Fog
- Erik Ellegaard Frederiksen
- Otto Gelsted
- Kai Ginsborg
- Christian Glarbo
- Norman Granz
- Ejner Graae
- Frederik Hegel
- Frederik V. Hegel
- Jacob Hegel
- Herman Heilbuth
- Otto Helms
- Frits Helmuth
- Osvald Helmuth
- Per Henriksen
- Louis Hjelmslev
- Einar Holbøll
- Andreas Holck
- Axel Holck
- Harry Hylén
- Arne Jacobsen
- C.P. Jürgensen
- Nina Kalckar
- Per Kampmann
- Sam Kaner
- Hans Kirk
- Jan Kjærulff
- Torben Krogh
- Karl Krøyer
- Bent Kæmpe
- Kay Larsen
- Ronny Lerche
- Jens Lillelund
- Asger Lundbak
- Mouritz Mackeprang
- Ernst Mentze
- Ejnar Mikkelsen
- Carl Moltke
- Ebbe Munck
- Arvid Müller
- Peder Møller
- Preben Neergaard
- Arthur Nielsen
- Harald Nielsen
- Kurt 'Nikkelaj' Nielsen
- Lauritz Nielsen
- Marius Nyeboe
- Jørgen Olrik
- Tove Ólafsson
- Hans Parkov
- Knud Parkov
- Thorvald Pedersen
- Hans Gyde Petersen
- Clara Pontoppidan
- Axel Poulsen
- Agnete von Prangen
- Bjørn Puggaard-Müller
- Otto E. Ravn
- Charlotte Ernst Reichhardt
- Poul Reichhardt
- Sonja Rindom
- Johan Rohde
- Ruth Bryan Owen Rohde
- Volmer Rosenkilde
- Kristian Rørdam
- Frits Schlegel
- Svend S. Schultz
- Frederik Schyberg
- Robert Schyberg
- Erik Seidenfaden
- Tøger Seidenfaden
- Willy Skjold Burne
- J.F. Steffensen
- Jens Søndergaard
- Ejnar Thomassen
- Arnoff Thomsen
- Henry Ussing
- Helle Virkner
- T. Vogel-Jørgensen
- Karl Wedell-Wedellsborg
- Poul Wiedemann (ukendtes plæne)